# Kunstverwaltung des Bundes
Die Kunstverwaltung des Bundes (KVdB) ist eine Bundesoberbehörde, welche Aufgaben der Kunstverwaltung, der Kulturförderung, des Kulturgutschutzes sowie der Provenienzforschung wahrnimmt.

## Geschichte
Die Kunstverwaltung des Bundes wurde am 1. Februar 2020 als nichtrechtsfähige Bundesanstalt gegründet und aus dem Bundesverwaltungsamt ausgegliedert. Bereits mit Wirkung vom 1. Juli 2019 wurde der Beauftragten der Bundesregierung für Kultur und Medien die Rechts- und Fachaufsicht über die Kunstverwaltung des Bundes im Bundesverwaltungsamt vom Bundesministerium der Finanzen übertragen. Gleichzeitig übernahm die Beauftragte der Bundesregierung auch das Bundesamt für äußere Restitutionen in ihren Geschäftsbereich. Von 2021 bis 2022 war Marianne Czisnik die Direktorin. Seit Januar 2023 ist Christoph Faden der Direktor.

## Aufgaben
Aufgabe der Kunstverwaltung des Bundes ist die Wahrnehmung aller Aufgaben im Zusammenhang mit der Verwaltung des Kunstbesitzes des Bundes. Der Bund ist Eigentümer eines großen Bestandes an Kunstwerken, welcher auf die Bundesministerien aller Ressorts verteilt ist. Dazu zählen etwa Werke der Malerei, Grafik, Fotografie und der Plastik sowie kunstgewerbliche Arbeiten und Antiquitäten, welche aus dem ehemaligen Reichsbesitz, dem zentralstaatlichen Bereich der ehemaligen Deutschen Demokratischen Republik und aus dem rechtsgeschäftlichen Erwerbungen der Bundesrepublik Deutschland stammen.
Die Kunstverwaltung des Bundes ist zuständig für die unentgeltliche Verleihung der Kunstwerke an Bundesbehörden, Museen und Ausstellungen. Außerdem übernimmt sie zahlreiche Beratungs- und Serviceleistungen im Zuge der Verwaltung der Kunstobjekte und betreibt verschiedene Datenbanken. Dazu zählen die Kunstdatenbank des Bundes und die Provenienzdatenbank.Bund, in welcher die Veröffentlichung der Ergebnisse der Provenienzforschung vollzogen wird.

## Organisation
An der Spitze des Kunstverwaltung des Bundes steht der Direktor. Die Bundesanstalt gliedert sich in einen Fachbereich, ein Fachgebiet und die Zentrale Verwaltung sowie ein Justitiariat, welches dem Direktor als Stabsstelle direkt zugeordnet ist.
- Zentrale Verwaltung
- Fachbereich Bestandsverwaltung und Provenienzforschung
- Fachgebiet Fördermittelmanagement